# Marburger Jahrbuch für Kunstwissenschaft
Das Marburger Jahrbuch für Kunstwissenschaft ist eine international bedeutende Fachzeitschrift für Kunsthistoriker. Es wurde 1924 von Richard Hamann begründet und anfänglich im Marburger Verlag des Kunsthistorischen Seminars gedruckt, der 1921 ebenfalls von Hamann gegründet worden war.
Das Jahrbuch erscheint gegenwärtig bei VDG Weimar und wird von Ingo Herklotz (* 1955) und Hubert Locher (* 1963) herausgegeben. Redaktionssitz ist das Kunstgeschichtliche Institut der Philipps-Universität Marburg. Ähnlich wie die Zeitschrift für Kunstgeschichte zeichnet sich das Marburger Jahrbuch für Kunstwissenschaft durch thematische und methodische Vielfalt aus; das Spektrum der Beiträge umfasst die gesamte europäische Kunstproduktion und Kunsttheorie von der Antike bis zur Gegenwart. Ein Schwerpunkt liegt auf der Wissenschaftsgeschichte der Kunstgeschichte und ihrer Methoden. Publikationssprachen des Jahrbuchs sind Deutsch, Englisch, Französisch und Italienisch.